# Communauté de communes des vallées de la Solre, de la Thure et de l'Helpe
La communauté de communes des vallées de la Solre, de la Thure et de l'Helpe est une ancienne communauté de communes française, située dans le département du Nord et la région Nord-Pas-de-Calais, arrondissement d'Avesnes-sur-Helpe.
L'ensemble de ses communes font désormais partie de la communauté de communes du Cœur de l’Avesnois, excepté Quiévelon ayant rejoint la communauté d'agglomération Maubeuge Val de Sambre.

## Composition
La communauté de communes des vallées de la Solre de la Thure et de l'Helpe regroupe 17 communes.
| Code INSEE | Commune                | Maire               | Population | Superficie | Délégués |
| ---------- | ---------------------- | ------------------- | ---------- | ---------- | -------- |
| 59062      | Beaurieux              | Evelyne Daunoit     | 178 hab.   | 739 ha     | nc       |
| 59066      | Bérelles               | Géraldine Traen     | 156 hab.   | 578 ha     | nc       |
| 59078      | Beugnies               | Daniel Jopek        | 522 hab.   | 892 ha     | nc       |
| 59147      | Choisies               | Pierre Gravez       | 71 hab.    | 251 ha     | nc       |
| 59148      | Clairfayts             | Guy Erphelin        | 338 hab.   | 753 ha     | nc       |
| 59169      | Damousies              | Bertrand Soïl       | 236 hab.   | 500 ha     | nc       |
| 59174      | Dimechaux              | Jean Claude Horlait | 274 hab.   | 485 ha     | nc       |
| 59175      | Dimont                 | Jean-Marie Lebrun   | 341 hab.   | 749 ha     | nc       |
| 59186      | Eccles                 | Jean-Claude Ansiaux | 111 hab.   | 354 ha     | nc       |
| 59306      | Hestrud                | Pierre Herbet       | 275 hab.   | 609 ha     | nc       |
| 59342      | Lez-Fontaine           | Guy Gauthier        | 211 hab.   | 451 ha     | nc       |
| 59347      | Liessies               | Alain Richard       | 501 hab.   | 1 760 ha   | nc       |
| 59483      | Quiévelon              | Gérard Huart        | 164 hab.   | 435 ha     | nc       |
| 59555      | Sars-Poteries          | Alain Gillet        | 1 541 hab. | 788 ha     | nc       |
| 59572      | Solre-le-Château       | Philippe Lety       | 1 861 hab. | 1 376 ha   | nc       |
| 59573      | Solrinnes              | Didier Corbinaud    | 96 hab.    | 542 ha     | nc       |
| 59649      | Wattignies-la-Victoire | Jean Leveque        | 260 hab.   | 631 ha     | nc       |
| Totaux     | communes               | communes            | 7 109 hab. | 11 893 ha  | 38       |

## Historique
La communauté de communes des vallées de la Solre, de la Thure et de l'Helpe est créée par arrêté préfectoral le 21 juin 1993.
Le 31 décembre 1996, Sars-Poteries intègre l'intercommunalité.
Le 1er janvier 2012, la communauté de communes des vallées de la Solre, de la Thure et de l'Helpe  fusionne avec la communauté de communes du Pays d'Avesnes et la communauté de communes rurales des Deux Helpes pour former la communauté de communes du Cœur de l’Avesnois composée de 44 communes. Seule la commune de Quiévelon qui était exclavée de la communauté de communes, rejoint la communauté d'agglomération Maubeuge Val de Sambre.

## Démographie

### Pyramide des âges
Comparaison des pyramides des âges de la Communauté de communes des vallées de la Solre, de la Thure et de l'Helpe et du département du Nord en 2006
| Hommes | Classe d’âge   | Femmes |
| ------ | -------------- | ------ |
| 0,2    | 90 ans et plus | 0,8    |
| 6      | 75 à 89 ans    | 8,9    |
| 11,9   | 60 à 74 ans    | 13,4   |
| 22,4   | 45 à 59 ans    | 20,6   |
| 21     | 30 à 44 ans    | 20,7   |
| 18,3   | 15 à 29 ans    | 16,1   |
| 20,2   | 0 à 14 ans     | 19,4   |

| Hommes | Classe d’âge   | Femmes |
| ------ | -------------- | ------ |
| 0,2    | 90 ans et plus | 0,8    |
| 4,3    | 75 à 89 ans    | 7,9    |
| 10,3   | 60 à 74 ans    | 11,9   |
| 19,7   | 45 à 59 ans    | 19,4   |
| 21,1   | 30 à 44 ans    | 20,1   |
| 22,6   | 15 à 29 ans    | 21     |
| 21,6   | 0 à 14 ans     | 19     |

## Présidents
| Période | Période | Identité      | Étiquette | Qualité                     |
| ------- | ------- | ------------- | --------- | --------------------------- |
|         |         |               |           |                             |
|         | 2012    | Pierre Herbet | PS        | Maire d'Hestrud depuis 2001 |